# St. Catharines Roma Wolves
Le St. Catharines Roma Wolves est un club de soccer canadien basé à Saint Catharines. Le club a dernièrement évolué en Ligue canadienne de soccer, le troisième niveau du soccer au Canada après la Major League Soccer et la Première division USL.

## Palmarès
- Vainqueur de la CPSL : 1998, 2001

## Notable former players
- Lucio Ianiero
- Tomasz Radzinski
- Josh Wagenaar
- Davide Xausa